# Csík Ferenc (író)
Csík Ferenc (Tarnazsadány, 1957. november 21. –) költő.
Egy szegény hatgyermekes családban született, és már egész fiatal korában a költészet iránti érdeklődését versekben fejezte ki. Magáról így vallott: „A cigányság kultúrájának igazi értékére törekszem. A szegénység és a mindennapi nincstelenség szomorúvá tesz. Verseim jellegzetes cigány versek sorsok utak életek a cigányság mindennapos nehéz életéből. Nős vagyok, öt gyermek édesapja jelen pillanatban hat unokám. Mint szabad szellemi író költőként írok. Fel kell vállalni másságunkat, becsülettel és emelt fővel kell járni. Keményen kell dolgozni, hogy értékeinket el tudják fogadni. Kultúránkat meg kell őrizni és továbbadni. És tudni kell együtt élni és dolgozni a népeknek nemzeteknek egyaránt.”[forrás?]
Az első kötete 1999-ben jelent meg Ahol a Nap is megfordítja a szekerét címmel,A Faosz Magyar Írók Nemzetközi Szövetsége Könyvtára 54. kötet:1999,Varga könyv és Lapkiadó,MINSZ  intézménye. A második kötetét Kereszt, amelyet ránk hagyott az ég címmel 2001-ben adták ki,Magyar Írók Nemzetközi Szövetsége Könyvtára,67. kötet.Kiadó:Varga Könyv - és Lapkiadó,E kiadványt a Nemzeti Kulturális Örökség Minisztériuma anyagi támogatásával jelent meg. Majd több mint tizenöt éves kutatómunkája eredményeként megjelent Képek Tarnazsadány történetéből című, Botos Józseffel közösen írt monográfiája 2010-ben.Tarnazsadányért Érdemrend kitüntetést kaptak több évtizedes munkájuk elismeréseként. 2023-ban Tarnazsadány Községi Önkormányzat képviselő-testülete jóvoltából kiadásra került harmadik Csend a cigányok völgyében című verseskötete. 
A roma kutatásait azóta is folytatja.
Rendkívüli és egyedi ezek a versek. Megszólaláslukkor visszaidézi a gyermekkori hangulatot ahol felnőttünk.
A versei gyökerekről szólnak, melyek bárhol a világban tartást adnak.Az általános iskolákban különböző irodalmi esteken ezek a versek közkincs és iskolákban szavalják.A cigány ember keserves, mégis vidám életérzéseiről szóló versek mellett a legmeghatározóbb a költő az elmúlással foglalkozó gondolat világa tárul elénk.A mély érzések és nagyon komoly gondolati tartalmak mellett megtalálhatók a vidám nonszensz mesterien megformált rímekben nyelvi képekben gazdagon átszőtt alkotások is. A  versek belső rímelő, szabályos feszült, színes világa megnyugtat, elszomorít, elgondolkodtat. Ami a legfontosabb nem hagy közömbösen.
Csík Ferenc versei érett, mély rácsodálkozással fogalmaznak meg megfoghatatlan érzéseket, hangulatokat.
A vers akkor él ha megszólaltatják, ha valakin keresztül megszületik. az általános iskolákban a cigány népismeret tanításhoz elengedhetetlennek tartom az ehhez hasonló kötetek megjelenését.
A bürokrácia a hivatal és a politika gyökértelenné tették az embereket. Az irodalom a művészet képes újra előhozni bennünk azt a valakit, aki vágyik a jóra, a közösségre, megfogalmazza sérelmeit és mindezek mögött az a misztikum, amit szavakkal nem lehet megfogalmazni.Ezeknek a köteteknek az újabb  megjelenése  kiadása kívánatos lenne.
De Csík Ferenc múltkutatóként is feltárja a cigányság életkörülményeit a régmúltban és napjainkban. és nem csak írásaiban jelenik meg a cigányság életképe, hanem rajzaiban és festészetében is híven tükrözi a cigányság minden napjait.